# 國立高科實驗高級中等學校
國立高雄科技園區附設實驗高級中等學校，簡稱高科實中，是一所位於台灣高雄市橋頭區籌設中的國立高級中等學校，隸屬國家科學及技術委員會，預定校址位於南部科學園區橋頭園區與楠梓園區間的橋頭新市鎮內。成立宗旨為方便南部科學園區高雄三個園區以及相關科研機構的員工子女就學，規劃設置學制：高中部、國中部、國小部、幼兒園、雙語部。將於114學年招收國小部1年級與國中部1年各3個班，對象包含園區生與非園區生。

## 沿革
2023年8月1日，在南科高雄園區辦公室成立「國立高科實驗高級中等學校籌備處」。

## 歷任校長
| 任別       | 姓名   | 就任 | 離任 |
| ---------- | ------ | ---- | ---- |
| 籌備處主任 | 楊雅妃 |      | 離任 |

## 外部連結
- 國立高科實驗高級中等學校